# Черкасенко, Спиридон Феодосиевич
Спиридон Феодосиевич Черкасенко (укр. Черкасенко Спиридон Феодосійович; 24 декабря 1876 года, Херсонская губерния, Российская империя — 8 февраля 1940 года Прага, Чехословакия) — украинский писатель (драматург) и педагог. Имя Спиридона Черкасенко в советские времена было вычеркнуто из литературного процесса и запрещено с начала 1920-х до начала 1990-х годов.

## Биография
Родился в крестьянской семье. Окончил двухклассную школу, затем Новобугскую учительскую семинарию, с 1895 года работал в школе учителем. Семинария была русскоязычным учебным заведением, никаких знаний по украинскому языку и литературе не давала, поэтому первые поэтические опыты С. Черкасенко были на русском языке. Знание украинского языка он вынес из родного дома, украинской литературой заинтересовался позже, когда прочитал «Кобзарь» и познакомился с украинским писателем Николаем Чернявским.
Черкасенко преподавал в разных народных школах Екатеринославщины (Новопавловка, Васильевка, Ульяновка, Юхив). В 1901 году переведен на должность учителя в Лидиевские рудники (бывшая Юзовка), там он прожил девять лет, обучая шахтерских детей и проводя среди шахтеров культурно-просветительную работу. Многолетняя учительская работа в шахтерской среде дала начинающему писателю большой запас жизненных наблюдений, которые были отражены в его стихах, рассказах и пьесах из шахтерской жизни.
С 1910 года Спиридон Черкасенко — в Киеве, работает в редакции педагогического журнала «Світло» (Свет), в обществе «Украинская школа», пишет фельетоны, рассказы и статьи в газету «Рада», в ней ведет рубрику «Из газет и журналов» и «Из современных настроений», в журнале «Литературно-научный вестник» — «Из украинской жизни», входит в редакцию журнала «Дзвін» (Колокол).
Когда с началом Первой мировой войны все украинские периодические издания были закрыты, он идет работать в театр Садовского, где занимает различные административные должности, помогает в организации украинской театральной жизни в Киеве.
В 1917—1918 годах С. Черкасенко выступает составителем книг для чтения («читанок») и букварей для украинских школ. Вместе с театром Н. Садовского в 1919 году он переезжает в Каменец-Подольск, куда были вынуждены перед большевистским наступлением перебраться из Киева правительственные и культурно-образовательные учреждения Украинской Народной Республики. В этом же году министерство просвещения УНР предложило С. Черкасенко готовить учебники для украинских школ, с этой целью он был направлен в Вену, где работал в разных издательствах как составитель и редактор украинских книг.
Позже писатель поселился в деревне Горни Черношице на окраине Праги, где прожил до конца жизни. Он занимал скромную комнату в местном отеле, очень бедствовал. Последнее десятилетие его жизни на чужбине было отравлено известиями о сталинском голодоморе на Украине, о репрессиях и уничтожении памятников украинской культуры. Он был свидетелем борьбы за украинскую государственность на Карпатской Украине в 1939 году, в этой борьбе потерял единственного сына, пережил начало Второй мировой войны.
Получив в марте 1939 года известие о гибели сына, Спиридон Черкасенко тяжело заболел. Присматривали его монахи. 8 февраля 1940 писателя не стало. Похоронен на Ольшанском кладбище в Праге. Рядом — могилы Александра Олеся и Софии Русовой.

## Произведения
- «На шахте» (1909, сборник рассказов)
- «Они победили» (1917, сборник рассказов)
- «Сочинения», (1920—1922, поэзии в трёх томах)
- «Сказка старой мельницы» (драма)
- «О чём опилки шелестели …» (1916, драма)
- «Земля» (драма)
- «Маленький горбун»